# Hans Luther
Pour les articles homonymes, voir Luther (homonymie).
Hans Luther, né le 10 mars 1879 à Berlin et mort le 11 mai 1962 à Düsseldorf en Allemagne, est un homme d'État allemand sous la république de Weimar. 
Après une carrière à l'échelle locale en tant que maire d'Essen, Luther dispose d'une solide réputation dans le monde politique. Après avoir été ministre de l'Agriculture, il occupe le poste de ministre des Finances. Grâce à l'introduction de diverses mesures, dont la mise en place d'une nouvelle monnaie, lui et des collaborateurs parviennent à juguler l'hyperinflation qui touche le pays.
En 1925 et 1926, il est nommé chancelier du Reich. C'est sous son mandat que sont signés les accords de Locarno qu'il doit à son ministre des Affaires étrangères Gustav Stresemann. Après son retrait de la politique, il occupe différents postes d'importance dont celui de président de la Deutsche Reichsbahn et surtout celui de président de la Reichsbank. Méfiant vis-à-vis du NSDAP, il est relevé de ses fonctions.

## Biographie

### Jeunesse et études
Apparenté à Martin Luther, Hans Luther naît le 10 mars 1879 à Berlin dans une famille de commerçants. À l'origine, Otto Luther, son père, devait faire des études mais la mort prématurée de Karl Luther, grand-père paternel, le force à trouver du travail. Il se fait alors embaucher dans l'entreprise de Carl Wilhelm Hübner spécialisée dans le bois de construction. Il en devient le fondé de pouvoir et épouse Wilhelmine Hübner, la fille du propriétaire. 
Une fois son baccalauréat obtenu au Leibniz-Gymnasium de Berlin en 1897, il commence des études de droit à Genève. L'université est pour lui une occasion de s'ouvrir aux langues étrangères, et en particulier au français, qui font partie de ses points forts. Il s'inscrit ensuite à l'université de Berlin où il suit les cours de l'économiste Gustav von Schmoller et du professeur de droit Hugo Preuß. Hans Luther finit par quitter Berlin pendant un semestre et s'inscrit à l'université de Kiel. De retour à Berlin, il obtient un poste de magistrat débutant à Bernau mais la pression et le stress le conduisent à un effondrement nerveux qui le précipite dans l'alcool. Ce n'est qu'au terme d'un repos au Teuschers Sanatorium de Dresde qu'il obtient son doctorat en 1904.

### Carrière administrative
Hans Luther commence alors une carrière dans l'administration. En 1906, il est élu conseiller communal de Charlottenburg puis de Magdebourg en 1907. Pour lui, « Magdeburg a été [...] à tout point de vue une grande école d'administration ». Il se préoccupe alors des questions de santé et plus particulièrement de l'approvisionnement en nourriture et en eau et c'est à ce titre qu'il intente en 1910 un procès aux entreprises chimiques qui rejettent leurs déchets dans l'Elbe où la ville puise son eau potable. Ce « procès de l'eau » restera pour lui une grande étape de sa carrière, la ville obtenant un dédommagement de près de 15 millions de marks. Entre-temps, Luther s'est marié à Berlin en 1907 avec Gertrud Wollf, fille d'un portraitiste. Le couple aura deux filles : Gertraud née à Berlin en 1914 et Eva Marie née à Essen en 1921.
Appelé de toutes parts pour son expertise, il accepte le poste de président du conseil communal de Prusse. Il est élu par la suite maire d'Essen de 1918 à 1922. Pendant son mandat municipal, il fonde avec l'ingénieur Heinrich Reisner, le chimiste Franz Fischer et le banquier Wilhelm von Waldthausen la Société pour la science et la vie dans le domaine industriel de Rhénanie Westphalie. Il ambitionne ainsi de créer une nouvelle société faîtière pour les aspirations scientifiques, culturelles et économiques. C'est de cette société que naîtra quelques années plus tard la Maison de la technique d'Essen.

### Responsabilités ministérielles
Luther gagne en tant que maire une excellente réputation pour ses succès dans la gestion de sa ville. On lui offre un poste de professeur de droit à Magdebourg qu'il refuse ainsi qu'un poste de ministre de la reconstruction qu'il décline également au grand dam du vice-chancelier Eugen Schiffer pour qui le poste est synonyme de reconstruction de l'Europe. Il décline les deux offres. Lorsque le président Ebert demande à Wilhelm Cuno de former un gouvernement en 1922, ce dernier pense à Luther pour le poste de ministère de l'Agriculture. Les deux hommes se connaissent déjà depuis un moment. Luther doit alors jongler entre ses fonctions de maire d'Essen et de ministre. Sur le plan national, il suit fidèlement la politique du chancelier et organise le ravitaillement dans un pays touché de plein fouet par l'inflation. Sur le plan local, l'occupation de la Ruhr et donc de la ville qu'il dirige par les troupes françaises en 1923 le préoccupe grandement. Il éprouvera toujours une rancœur face à ce qu'il considère être une atteinte au droit. 
Il est ensuite nommé ministre des Finances par le successeur de Wilhelm Cuno, Gustav Stresemann. Il réussit à ce poste à maîtriser l'inflation avec l'aide de Karl Helfferich et d'Hjalmar Schacht qui devient plus tard ministre de l'Économie sous Adolf Hitler. Il met en place plusieurs mesures dont l'introduction de la nouvelle monnaie qu'est le Rentenmark, monnaie désormais gagée sur les actifs industriels et diverses mesures fiscales comme l'augmentation des droits d'accise. Le nombre des fonctionnaires est réduit de 25 % et l'avancement est gelé. Luther garde ce poste sous le gouvernement de Wilhelm Marx et fait partie de la délégation allemande lors des négociations du plan Dawes à la conférence de Londres de 1924. Le 30 août 1924, la politique économique de Luther porte ses fruits : le Rentenmark est remplacé par le Reichsmark. La monnaie est de nouveau gagée sur l'or.

### Chancelier du Reich

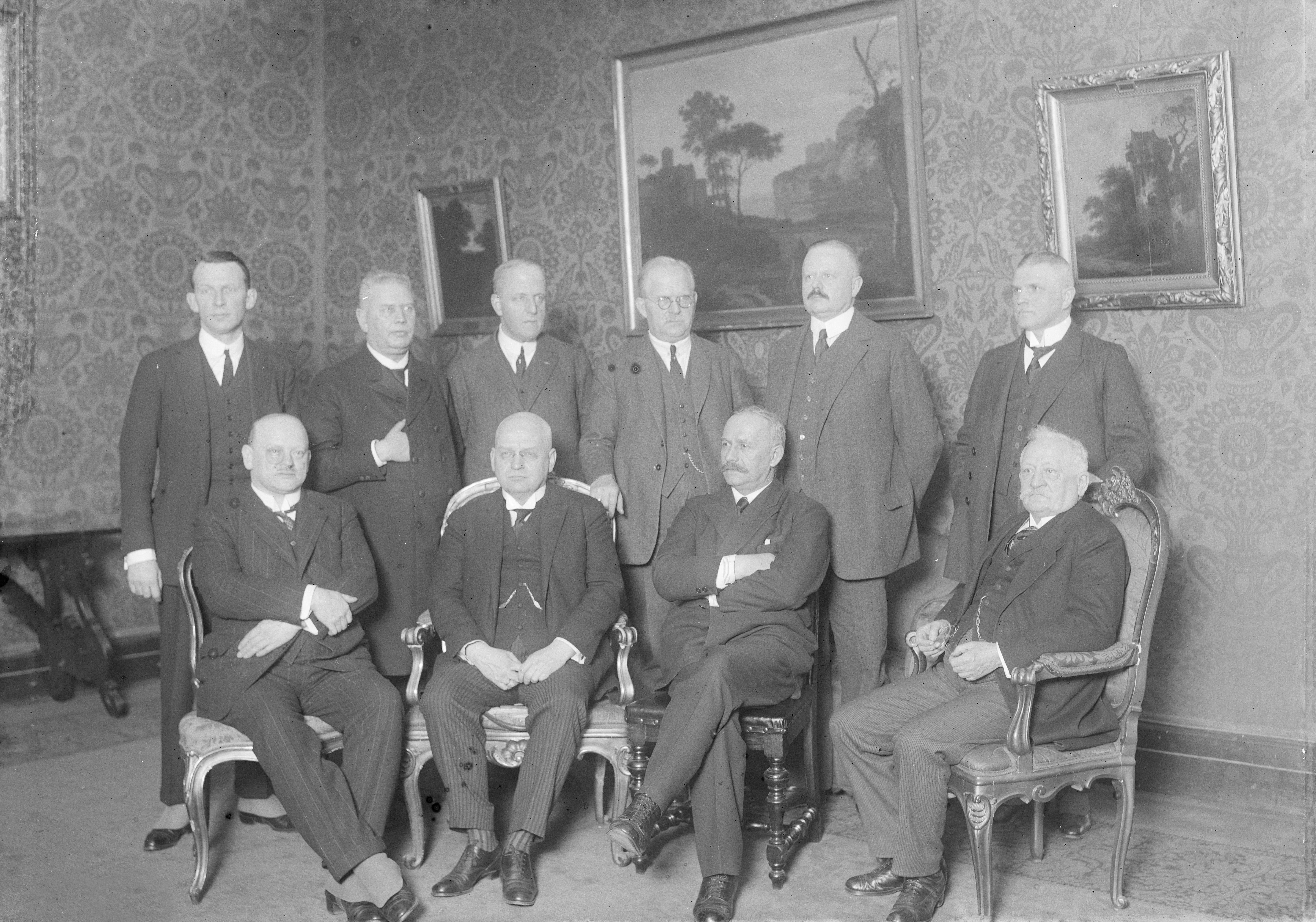
Le cabinet Luther en 1925.

Après les élections de décembre 1924, Wilhelm Marx est incapable de former un nouveau gouvernement et Hans Luther lui succède comme chancelier. À partir de janvier 1925, Luther mène une coalition gouvernementale composée de membres du Zentrum, du DDP, du DVP et pour la première fois de membres du parti national de droite, le DNVP. En tant que chancelier, il essaie de limiter les droits du parlement en faveur de ceux du gouvernement. La coalition s'effondre après la signature du Pacte de Locarno lorsque le DNVP quitte le gouvernement. Toutefois, Luther reste en place avec une coalition désormais minoritaire. En plus d'être chancelier, il endosse également le poste de ministre des Territoires occupés entre 1925 et 1926.
Huit ans après sa fondation, il est de plus en plus manifeste que la république de Weimar manque d'unité. Le président Hindenburg se donne pour mission de créer au sein du peuple un minimum d'identification avec le nouveau régime issu de la monarchie. La question du drapeau national attire alors son attention. Selon le paragraphe 3 de la constitution, les couleurs nationales sont noir-rouge-or. Hindenburg demande à Luther de publier un décret stipulant que les représentations consulaires, les ambassades et les comptoirs maritimes ont le droit d'arborer le pavillon noir-blanc-rouge - les couleurs de l'empire allemand - avec les couleurs nationales dans le coin supérieur gauche. Luther obéit et déclenche une vague de protestation dans le monde politique et au sein de la population. Hindenburg essaie de calmer les esprits en publiant une lettre ouverte à Luther le 9 mai 1926 dans laquelle il souligne le fait que le changement de la législation en matière de drapeau n'a été promulgué que dans un souci d'harmonisation, ajoutant qu'en aucun cas il n'a voulu écarter des couleurs prévues dans la constitution. Toutefois, cette lettre présidentielle cause plus de tort à Luther qu'elle ne l'aide. On lui fait le reproche d'avoir fait publier la lettre pour n'endosser aucune responsabilité politique. Dans un premier temps, Luther annonce une suspension du décret mais lorsque le DNVP insiste, Luther se met à dire exactement le contraire. Ayant brusqué tous les camps politiques, Luther doit affronter un vote de défiance au Reichstag. Son gouvernement tombe le 12 mai 1926.

### Retrait de la politique
Luther, qui considère cet évènement comme « sa défenestration » en référence à celle de 1618, se retire alors de la vie politique. Peu de temps après, il est membre du conseil d'administration de la Deutsche Reichsbahn. Il considère cette nomination à un poste si important comme un cadeau amical fait par le nouveau cabinet Marx qui veut le soutenir dans le commencement d'une nouvelle carrière. La seule mesure d'importance qui marque son action à ce poste est son combat pour la suppression de la troisième et de la quatrième classe dans les trains de voyageurs, hélas sans succès. Il faudra attendre la fin de la Seconde Guerre mondiale pour que le système actuel soit mis en place. Près de deux ans après la prise de fonction de Luther, la Prusse veut récupérer le poste qu'il occupe. Après un procès perdu devant la Cour pénale d'État, Luther  quitte son poste.
Dans les années qui suivent, Luther occupe différents postes de conseiller dans la finance et l'économie industrielle. Il entre au DVP en 1927 et se consacre avant tout à la création en 1928 du Bund zur Erneuerung des Reiches dont il devient le premier président. Dans l'opinion publique, cette association visant la réforme de l'empire est alors appelée Lutherbund. Le but que s'assigne l'association est de mettre un terme à la division qui existe entre l'État et la Prusse que l'on accuse d'avoir des ambitions hégémoniques au détriment de la nation. On propose alors son démembrement et son éviction politique. La Prusse pourrait garder son nom et sa raison nationale mais serait divisée en plusieurs régions indépendantes qui porteraient le nom de Reichslandprovinzen et qui auraient exercé le pouvoir étatique et administratif.
Luther ne retrouve un emploi fixe qu'en 1928 dans le comité de direction du Groupe des banques d'hypothèques allemandes fondé en 1924. Ce poste, qui n'exige de lui qu'un rôle essentiellement de représentation, lui permet d'observer avec précision la structure des organisations membres et celle d'autres instituts allemands.

### Président de la Reichsbank

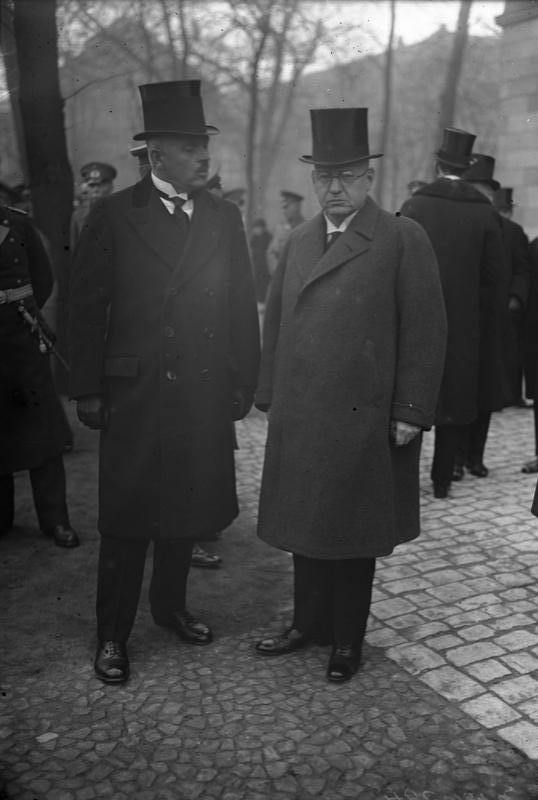
Otto Geßler et Hans Luther.

Luther n'est membre de ce comité que depuis neuf mois lorsque Hjalmar Schacht démissionne de son poste de président de la Reichsbank. Pour éviter tout problème financier, le gouvernement d'Hermann Müller cherche très rapidement un successeur. Deux candidats sont en lice : Luther et Carl Melchior. Les différents ministres se réunissent et expriment chacun à leur tour leur choix personnel et leurs motivations. La majorité des ministres pensent que le successeur de Schacht ne doit être ni social-démocrate ni juif, ce qui élimine Melchior. C'est ainsi que Luther est élu membre du conseil d’administration de la Reichsbank le 11 mars 1930 puis nommé président le lendemain. Pour éviter toute suspicion de conflit d'intérêts, il quitte le poste qu'il occupait jusqu'alors ainsi que celui de président du Bund zur Erneuerung des Reiches. C'est Siegfried von Roedern, membre du NSDAP à partir de 1935, qui le remplace, puis l'ancien ministre de l'Armée Otto Geßler.
Dès le début de sa prise de fonctions, Luther est controversé. En comparaison avec son prédécesseur, il apparaît comme quelqu'un n'arrivant pas à diriger et étant trop influencé par le directoire de la Reichsbank. De plus, il est critiqué pour n'avoir pas fait carrière dans la banque. Son passé politique lance un doute sur ses capacités réelles à diriger l'institution. Hans Luther est lui-même conscient que des membres de son propre directoire sont de cet avis. Toutefois, ses collaborateurs lui restent loyaux et ce climat n'entache pas le sérieux de son travail.
Le 27 mars 1930, le cabinet Müller démissionne et Heinrich Brüning est nommé chancelier. Bien que le style de travail du nouveau chancelier soit plutôt marqué par une certaine distance et un certain retrait, Luther et lui nouent une relation étroite. A l'invitation du chancelier, Luther prend part aux délibérations du gouvernement. De cette manière, des décisions importantes entre la banque centrale et le gouvernement peuvent rapidement être prises. Sa première épreuve en tant que président de la Reichsbank, Luther la connait pendant la crise bancaire de l'été 1931. Bien avant que celle-ci ne se produise, il avait averti du fait que la règle d'or n'avait pas été respectée dans la branche des crédits. Le gouvernement et la banque centrale sont surpris par l'arrivée effective de la crise. L'une des causes de la crise est l'effondrement de la plus grande banque privée autrichienne le 11 mai 1931. Des négociations ayant été engagées entre l'Allemagne et l'Autriche en vue d'une union douanière, le ministre des Affaires étrangères Curtius plaide pour une aide allemande en vue de sauver la banque. Il s'ensuit une crise diplomatique, on redoute la prise d'influence potentielle de l'Allemagne encore frappée par le Traité de Versailles lui interdisant toute tentative d'Anschluss. Si la banque autrichienne est sauvée, la confiance internationale portée à l'Allemagne est fortement remise en cause. Le deuxième facteur important qui a conduit à cette crise est l'opportunité de la révision des réparations de guerre. Le but est de diminuer les réparations dues par l'Allemagne. Le 6 juin 1931, l'Allemagne se déclare incapable de payer les réparations. Une panique bancaire s'ensuit, les capitaux étrangers se retirent.
Les conséquences économiques sont énormes. Les retraits d'argent enregistrés par la Reichsbank sont si nombreux que la limite de couverture bancaire autorisée par la loi est dépassée. La DANAT-Bank et la Dresdner Bank annoncent leur insolvabilité. Luther décide avec le gouvernement de fermer les guichets bancaires le 14 et le 15 juillet 1931 pour calmer la situation. Il tente également de convaincre les banques centrales européennes d'accorder un crédit de réescompte à l'Allemagne mais en vain. C'est au niveau politique que les mesures décisives pour surmonter la crise sont trouvées.
En étant prêt à recourir massivement au crédit, Luther soutient le programme de travaux publics d'Adolf Hitler mais se prononce contre les crédits d'armement. Étant méfiant vis-à-vis du national-socialisme, il est relevé de ses fonctions par Adolf Hitler et remplacé par Hjalmar Schacht le 17 mars 1933.

### Fin de vie
Jusqu'en 1937, Luther est ambassadeur d'Allemagne aux États-Unis, date à laquelle il est relevé par Hans-Heinrich Dieckhoff. Après la Seconde Guerre mondiale, il exerce différentes fonctions dans la remise en place du système bancaire fédéral et de 1952 à 1955, il participe en tant que président du comité d'experts pour la restructuration des territoires fédéraux à la discussion sur le découpage des Länder. Il occupe également un poste de professeur honoraire en science politique à la Hochschule für Politik de Munich. 
Il publie ses mémoires, Politiker ohne Partei en 1961 et meurt l'année suivante à Düsseldorf. Il est enterré au cimetière Stoffeln. La concession est reprise par la ville mais la tombe est toujours en place. Des négociations sont en cours pour lui attribuer une tombe d'honneur.

## Œuvres
- (de) Politiker ohne Partei, Stuttgart, 1960.
- (de) Vor dem Abgrund 1930–1933. Reichsbankpräsident in Krisenzeiten, Berlin, Propyläen, 1964.